# Wierzchlas
Wierzchlas è un comune rurale polacco del distretto di Wieluń, nel voivodato di Łódź.
Ricopre una superficie di 119,2 km² e nel 2004 contava 6 640 abitanti.